# Diocèse de Meru
Le diocèse de Meru est un diocèse de l'Église catholique au Kenya. 

## Histoire
Il a été créé le 10 mars 1926.